# Cosmophorus madagascariensis
Cosmophorus madagascariensis is een insect dat behoort tot de orde vliesvleugeligen (Hymenoptera) en de familie van de schildwespen (Braconidae). De wetenschappelijke naam van de soort werd voor het eerst geldig gepubliceerd door Quicke, Areekul & Le Courtois in 2005.